# Philip Broke
Pour les articles homonymes, voir Broke.
Philip Bowes Vere Broke, né à Broke Hall le 9 septembre 1776 et mort à Londres le 2 janvier 1841, est un amiral britannique des XVIIIe et XIXe siècles.

## Biographie
Il entre dans la Royal Navy en 1792 et participe en 1797 à la bataille du cap Saint-Vincent, lors de laquelle la flotte britannique commandée par John Jervis remporte une victoire sur l'escadre espagnole de Don Jose de Cordoba.
Il devient capitaine de frégate en 1801 et sert dans l'escadre de la Manche. En 1806, la frégate Shannon de 38 canons lui est confiée et il part en 1811 avec elle à Halifax, en Nouvelle-Écosse. Il s'illustre pendant la guerre de 1812 qui oppose le Royaume-Uni aux États-Unis en s'emparant de la frégate américaine USS Chesapeake après un violent abordage, remportant ainsi l'une des rares victoires navales britanniques du conflit. Cependant, il reçoit lors de la bataille une blessure dont les séquelles le contraignent à renoncer à naviguer.
En récompense de ses services, il est fait baronnet en 1813 et il devient contre-amiral en 1830.

## Sources
- (en) Anthony Bruce et William Cogar, An encyclopedia of naval history, Facts On File, New York, 1998,  (ISBN 0-8160-2697-1)
- (en) Trevor N. Dupuy, Curt Johnson, David L. Bongard, The Harper encyclopedia of military biography, Castle Books, New York, 1995,  (ISBN 0-7858-0437-4)